# Rutidea seretii
Rutidea seretii är en måreväxtart som beskrevs av De Wild.. Rutidea seretii ingår i släktet Rutidea och familjen måreväxter. Inga underarter finns listade i Catalogue of Life.